# Autograph Collection

Logo

Die Autograph Collection ist eine 2010 gegründete Gruppe unabhängiger Hotels der gehobenen bis hin zur Luxusklasse (4- bis 5-Sterne-Superior) innerhalb des Portfolios von Marriott International mit Sitz in Washington, D.C.

## Beschreibung
Die Immobilien befinden sich in unabhängigem Besitz und werden unter dem Namen Autograph Collection betrieben. Die Häuser reichen von einer Boutique-Jagdhütte mit 15 Zimmern in den Bergen von Colorado, über renommierte Grandhotels bis hin zum Atlantis Resort mit 3400 Zimmern auf Paradise Island auf den Bahamas. Im Jahr 2023 zählt die Gruppe über 200 Häuser. 

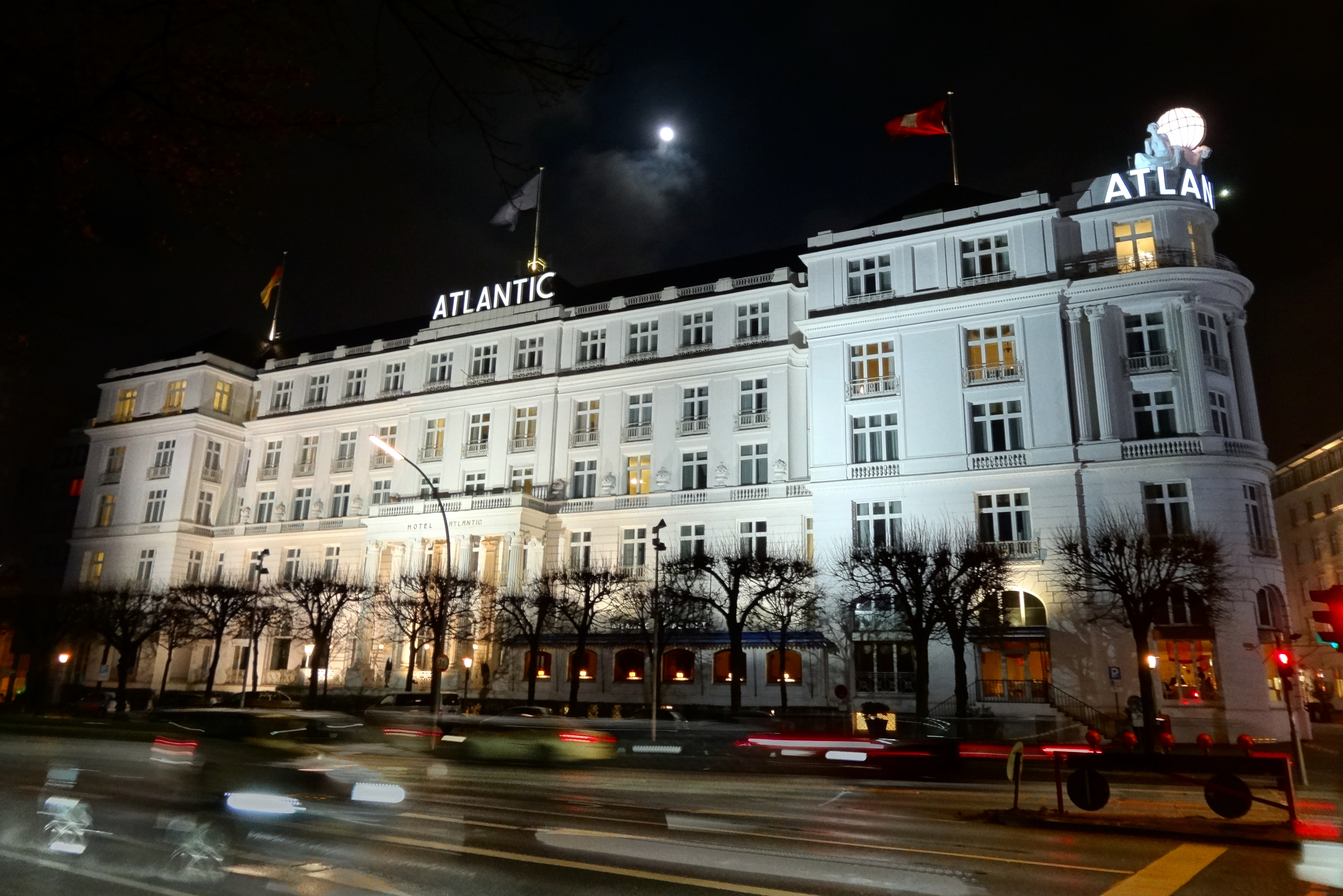
Das Hotel Atlantic in Hamburg, seit 2021 Teil der Autograph Collection.

Bekannte Hotels sind unter anderem das Anantara New York Palace Hotel in Budapest, das Hotel Icon in Houston, das Hotel Elephant in Weimar, das Gewandhaus Dresden, das Falkenstein Grand und seit 2021 das Hotel Atlantic in Hamburg.